# Ленкі (Цехановський повіт)
Ленкі (пол. Łęki) — село в Польщі, у гміні Опіноґура-Ґурна Цехановського повіту Мазовецького воєводства.
Населення — 123 особи (2011).
У 1975-1998 роках село належало до Цехановського воєводства.

## Демографія
Демографічна структура станом на 31 березня 2011 року:
|          | Загалом | Допрацездатний вік | Працездатний вік | Постпрацездатний вік |
| -------- | ------- | ------------------ | ---------------- | -------------------- |
| Чоловіки | 62      | 11                 | 44               | 7                    |
| Жінки    | 61      | 9                  | 39               | 13                   |
| Разом    | 123     | 20                 | 83               | 20                   |